# 제11회 부산국제영화제
제11회 부산국제영화제는 2006년 10월 12일부터 2006년 10월 20일까지 열린 영화제이다. 부산 해운대, 남포동에서 개최되었으며 사회자는 안성기, 문근영, 차인표, 신애라이다.

## 수상

### 뉴 커런츠상
- 빈랑 - 양 헝 수상
- 사랑은 이긴다 - 탄 추이무이 수상

### 선재상
- 바람이 분다 - 이진우 수상
- 졸업 영화 - 윤성호 수상

### 운파상
- 강을 건너는 사람들 - 김덕철 수상
- 우리 학교 - 김명준 수상

### 넷팩상 (아시아영화진흥기구상)
- 마지막 밥상 - 노경태 수상

### 국제영화평론가 협회상
- 사랑은 이긴다 - 탄 추이무이 수상

### KNN 관객상
- 하얀 아오자이 - 르우 후인 수상

### 올해의 아시아 영화인상
- 유덕화 수상

### 한국영화공로상
- 마샬 크나벨 수상
- 데리와키 겐 수상

### 아시아영화의 창
- 4:30 - 로이스톤 탄
- 아버지와 아들 - 담가명
- 다시 사랑한다면 - 제임스 리
- 쿠브라도르 - 제프리 제투리안
- 환희 - 시엥 쩌민
- 식물학자의 딸 - 시지에 다이
- 새해의 꿈 - 마티자 피재킥
- 칫솔과 에어컨 - 이치이 마사히데
- 나의 유령 친구 - 송요스 수그마카난
- 무화과의 얼굴 - 모모이 가오리
- 무덤으로 가는 길 - 사만 살루르
- 아주 특별한 축제 - 비쥬 비스와나스
- 반달 - 바흐만 고바디
- 하나 - 고레에다 히로카즈
- 사대천왕 - 오언조
- 홀로 잠들고 싶지 않아 - 차이밍량
- 일루젼 - 파올로 비야루나 외
- 카불 익스프레스 - 카비르 칸
- 딸 - 카날라 사스트리
- 운니 - 무랄리 나이르
- 러브 스토리 - 켈빈 통
- 럭셔리 카 - 왕 차오
- 정맥주사 - 락샨 바니 에테마드 외
- 혐오스러운 마츠코의 일생 - 나카시마 테츠야
- 일하는 사람들 - 마니 하기기
- 밀라레파 - 네텐 초클링
- 엄마는 벨리 댄서 - 이공락
- 악몽탐정 - 츠카모토 신야
- 오페라 자바 - 가린 누그로호
- 이모의 포스터모던 라이프 - 허안화
- 여우비 - 호 유항
- 빨간 버스 - 장 지아뤠이
- 사카이 가족의 행복 - 오미보
- 개미의 통곡 - 모흐센 마흐말바프
- 빠오 이야기 - 응오 꽝 하이
- 여름 궁전 - 로예
- 징후와 세기 - 아피찻퐁 위라세타쿤
- 천국에 가려면 죽어야 한다 - 잠쉐드 우스마노프 외

### 새로운물결
- 빈랑 - 양 헝
- 주밍, 도시로 가다 - 웨이 티에
- 아내의 애인을 만나다 - 김태식
- 영원한 여름 - 레스티 첸
- 락스타 젯 - 마이크 산데야스
- 사랑은 이긴다 - 탄 추이무이
- 경의선 - 박흥식
- 가시고기의 여름 - 나카무라 마유
- 하얀 아오자이 - 르우 후인
- 울 100% - 도미나가 마이

### 한국영화의 오늘 - 파노라마
- 사생결단 - 최호
- 짝패 - 류승완
- 다세포 소녀 - 이재용
- 비열한 거리 - 유하
- 가족의 탄생 - 김태용
- 괴물 - 봉준호
- 세 번째 시선 - 정윤철 외
- 왕의 남자 - 이준익
- 천하장사 마돈나 - 이해영
- 사과 - 강이관
- 해변의 여인 - 홍상수

### 한국영화의 오늘 - 비전
- 아주 특별한 손님 - 이윤기
- 여름이 가기 전에 - 성지혜
- 우리에게 내일은 없다 - 노동석
- 나의 친구, 그의 아내 - 신동일
- 후회하지 않아 - 이송희일
- 포도나무를 베어라 - 민병훈
- 상어 - 김동현

### 한국영화 스페셜 프리미어
- 열혈남아 - 이정범
- 폭력 써클 - 박기형
- 그때 그사람들 - 임상수

### 한국영화회고전
- 미몽 - 양주남
- 군용열차 - 서광제
- 어화 - 안철영
- 집 없는 천사 - 최인규
- 반도의 봄 - 이병일
- 지원병 - 안석영
- 조선해협 - 박기채
- 열녀문 - 신상옥

### 월드 시네마
- 제9중대 - 표도르 본다르추크
- 참된 허상 - 캐롤린 콤즈
- 법정 - 압데라만 시사코
- 세브린느, 38년 후 - 마뇰 드 올리베이라
- 오! 마이 보스! - 라스 폰 트리에
- 성가신 남자 - 옌스 리엔
- 악어 - 난니 모레티
- 칠드런 - 라그나 브라가손
- 뒤집힌 크리스마스 트리 - 이반 체르켈로프
- 터질거야 - 토마스 빌룸 옌센
- 꿈의 동지들 - 울리 가울케
- 콩고라마 - 필리프 팔라도
- 푸른 눈의 평양 시민 - 대니얼 고든
- 영광의 날들 - 라시드 부샤렙
- 운명 - 미겔 페레이라
- 개 - 마누엘 니에토
- 소립자 - 오스카 뢰러
- 만사가 귀찮아 - 폴 폭스
- 몰락 - 바바라 앨버트
- 판타스마 - 리산드로 알론소
- 패스트푸드 국가 - 리처드 링클레이터
- 플랑드르 - 브루노 뒤몽
- 젊은 여자 - 안드레아 슈타카
- 자유로운 배회 - 보리스 흘레브니코프
- 프론트 라인 - 데이빗 글리슨
- 황금의 문 - 에마누엘 크리알리스
- 그르바비차 - 야스밀라 이바니치
- 할리 - 가이 모셰
- 인질 - 라일라 파칼니나
- 진다바인 - 레이 로렌스
- 황혼의 빛 - 아키 카우리스마키
- 타인의 삶 - 플로리안 헨켈 폰 도너스마르크
- 런던에서 브라이튼까지 - 폴 앤드류 윌리엄스
- 중독된 사랑 - 튜도르 기유르규
- 나이트 리스너 - 패트릭 스테트너
- 니나의 천국의 맛 - 프라티바 파마
- 낙천주의자들 - 고란 파스칼레비치
- 레퀴엠 - 한스 크리스티안 쉬미트
- 관타나모로 가는 길 - 마이클 윈터바텀
- 소프 - 페르닐레 피쉐르 크리스텐센
- 고문은 멈추지 않는다 - 야니스 에코노미디스
- 남쪽으로 가는 길 - 루카스 카르봅스키
- 키갈리에서의 일요일 - 로베르 파브로
- 내가 살던 키부츠 - 드로 샤울
- 열 척의 카누 - 롤프 드 히어
- 시간과 바람 - 레하 에르뎀
- 트란실베니아 - 토니 갓리프
- 바이올린 - 프란시스코 바르가스
- 웨이터 - 알렉스 반 바르메르담
- 태양이 본 것 - 미할 로사
- 화이트 팜스 - 사볼치 하이두
- 너는 나 - 크리스티요나스 빌지우나스

### 와이드 앵글
- 졸업 영화 - 윤성호
- 도둑 소년 - 민용근
- 준비된 인생 - 강원석
- 어느 날 트렁크를 열어보니... - 권현주
- 메리 크리스마스 - 최영준
- 바람이 분다 - 이진우
- 엄마가 아들에게, 사랑을 담아 하이킥! - 이진영
- 우리 그만 헤어져 - 이정아
- 그들의 바다 - 김운기
- 기프트 - 이인의
- 꼬막의 욕망 - 소윤주
- 무비스타 한재호씨의 메쏘드 연기 - 변성현
- 도구 - 윤용아
- 코리안 돈키호테, 이희세 - 최현정
- 강을 건너는 사람들 - 김덕철
- 우리 학교 - 김명준
- 백두산 호랑이를 찾아서 - 구본환
- 동백아가씨 - 박정숙
- 불타는 필름의 연대기 16 - 이 마리오 외
- 우리들은 정의파다 - 이혜란
- 어느날 그 길에서 - 황윤
- 대추리 전쟁 - 정일건
- 146 - 73 = 스크린쿼터 + 한미FTA - 이조훈
- 798 - 시엔 샤오민
- 따리앙산의 비모 - 양 루이
- 양쯔강의 에이즈 고아 - 루비 양
- 기적의 여름 - 양 리 쵸우 외
- 돌산 - 두 하이빈
- 진리를 넘어서 - 아흐메드 무즈타파 자말
- 레일리를 찾아서 - 모함마드 쉬르바니
- 요코하마 마리 - 나카무라 다카유키
- 처녀막 재생 시대 - 최건
- 사실 - 장률
- 자판기의 사랑 - 판 지징 외
- 매치메이커 - 친치아 푸스피타 리니
- 마야 라야 다야 - 난 트리베니 아크나스
- 시간여행자의 종말 - 제롬 올리비에
- 팔로마 블랑카 - 콱 닷인
- 정적의 행복 - 리엔 이치
- 러너 - 하야카와 노부아키
- 테라스 - 응우엔 하 퐁
- 인육시대 - 시에 원밍
- 무지개 성냥 - 기탄잘리 라오
- 달과 여우 - 바박 나자리
- 도쿄 루프 - 사토 마사히코 외 3명
- 혈액형 - 미하일 브라신스키
- 모국 - 김대실
- 구멍 속에서 - 후안 카를로스 룰포 외
- 류드밀라와 아나톨리 - 군나르 베리달
- 퀴어 시네마 이야기 - 레슬리 클레인버그
- 암스테르담 행 편도 비행기표 - 인수 라드스타케
- 첫경험 - 요나스 오델
- 물 - 라일라 파칼니나
- 스니퍼 - 바비 피어스
- 빈 방 - 채연선

### 크리틱스초이스
- 그때 거기 있었습니까? - 코르넬리우 포룸보이우
- 나비두더지 - 서명수
- 이른 아침 - 가이테 포파나
- 도취 - 이반 비리파에프
- 신선한 공기 - 아그네스 코츠시스
- 방황의 날들 - 김소영
- 마지막 밥상 - 노경태
- 마르타 - 마르타 노바코바
- 파라과이식 그물침대 - 파스 엔시나
- 핑퐁 - 마티아스 루트하르트
- 해로운 우정 - 엠마누엘 부르디외
- 세컨드 문 - 스가노 마사히로

### 오픈 시네마
- 아주르와 아스마르 - 미셸 오슬로
- 흑사회 2 - 두기봉
- 훌라 걸스 - 이상일
- 수퍼 히어로 끄리쉬 - 라케쉬 로샨
- 사랑해, 파리 - 거린다 차다 외
- 무지개의 여신 - 쿠마자와 나오토
- 보리밭을 흔드는 바람 - 케네스 로치

### 미드나잇 패션
- 13 - 겔라 바브루아니
- 배드 블러드 - 티아구 게데스 외 1명
- 검은 상자 - 리샤드 베리
- 보랏: 카자흐스탄 킹카의 미국문화 빨아 들이기 - 래리 찰스
- 정전대성 - 유진위
- 프리 지미 - 크리스토퍼 닐센
- 가족 상속 괴담 - 레스티 첸
- 샘스 레이크 - 앤드류 C. 어린
- 더 씨드 - 조셉 한
- 깨어진 영혼 - 무스타파 알티오클라르
- 숏버스 - 존 카메론 미첼
- 택시더미아 - 기요로기 폴피
- 도그 솔저스 2 - 마이클 J. 버세트

### 동시대 프랑스 작가들
- 아비다 - 베누아 델핀 외
- 아주르와 아스마르 - 미셸 오슬로
- 검은 상자 - 리샤드 베리
- 영광의 날들 - 라시드 부샤렙
- 마지막 미친 사람 - Laurent Achard
- 플랑드르 - 브루노 뒤몽
- 페이지 터너 - Denis Dercourt
- 사랑해, 파리 - 거린다 차다 외
- 미치광이 삐에로 - 장 뤽 고다르
- 해로운 우정 - Emmanuel Bourdieu
- 리디큘 - 빠트리스 르꽁트
- 트란실베니아 - 토니 갓리프
- 언터처블 - 브누와 쟉꼬

### 아시아 작가 영화의 새 지도 그리기 2
- 하모니카 - 아미르 나데리
- 달리는 아이들 - 아미르 나데리
- 물, 바람, 먼지 - 아미르 나데리
- A, B, C... 맨해튼 - 아미르 나데리
- 마라톤 - 아미르 나데리
- 사운드 배리어 - 아미르 나데리
- 예기치 못한 일 - 라자람 반쿠드르 샨타람
- 이웃들 - 라자람 반쿠드르 샨타람
- 코트니스 박사의 여정 - 라자람 반쿠드르 샨타람
- 두 개의 눈동자와 열두 개의 손 - 라자람 반쿠드르 샨타람
- 샨타람의 초상 - 판디트 자스라이
- 스타 어필 - 안드레스 무시에티
- 꽃 피는 계절에 시들다 - 안드레스 무시에티
- 억제 - 안드레스 무시에티

### 애니 아시아!
- 아치와 씨팍 - 조범진
- 브레이브 스토리 - 치기라 코이치
- 시간을 건너온 소녀 - 호소다 마모루
- 칸 쿠웨이 - 콤핀 켐군니르드
- 파프리카 - 곤 사토시
- 조디악(영어판) - 에드워드 푸

### AND 펀드 지원 프로젝트
- 작은 여자 큰 여자 그 사이에 낀 남자 -  에피소드 2 - 서동일
- 소리 아이 - 백연아
- 먼 길 - 류미례
- 초롤케 여성 광부들 - 박미선
- 언니 - 계운경
- 선화, 또 하나의 나 - 양영희
- 빙아이 - 펭 얀
- 긴 강 - 후앙 웬하이
- 마음의 열정 - 마나 라비이
- 전쟁에서의 마지막 희망 - 수프리요 센
- 보이지 않는 도시 - 탄 핀핀
- 버려진 아이 - 간 차오
- 야스쿠니 - 리잉
- 우공이산 - 조안나 바스케스 아롱